# 索德斯 (紐約州)
索德斯（英語：Sodus）是一個位於美國紐約州韋恩縣的鎮。

## 人口
根據2020年美國人口普查的數據，索德斯的面積為179.35平方千米，當中陸地面積為174.22平方千米，而水域面積為5.13平方千米。當地共有人口8028人，而人口密度為每平方千米45人。